# Schoenionta macilenta
Schoenionta macilenta là một loài bọ cánh cứng trong họ Cerambycidae.